# فانتين
فانتين هي إحدى الشخصيات الخيالية في الرواية الشهيرة (البؤساء) للكاتب فكتور هوغو وهي أم كوزيت.
في الرواية تحب فانتين رجل يدعى فيليكس وتنجب منه طفلة بشكل غير شرعي (كوزيت) لكنه يهجرها ويتركها لترعى ابنتهما بنفسها. تذهب فانتين إلى مونتفيرميل وتسلم ابنتها إلى زوجين هناك ليرعاها تاركة لهم كل ما تحتاجه من نقود مقابل رعايتها، لكن الزوجان يستغلانها ويطالبان فانتين بالمزيد من النقود مراراً وتكراراً إلى أن فقدت فانتين وظيفتها في المصنع الذي كانت تعمل به لمعرفة المسؤولة هناك - وهي راهبة - بإبنتها غير الشرعية، فتلجأ فانتين إلى كل السبل المتاحة أمامها لتجنى المال كي ترسله لكوزيت حتى اضطرت إلى بيع شعرها وأسنانها. وفي مرة من المرات يضايقها أحدهم بسبب منظرها المثير للإشمئزاز بعدما فقدت شعرها وأسنانها فيلقي بقطعة ثلج في ظهرها فتتعارك معه ويلقى القبض عليها إثر ذلك.
في السجن يتدخل جان فالجان لإنقاذها عندما يجد جافير يحكم عليها بستة أشهر من السجن. فانتين تذكر جان فالجان بحياته السابقة فوعدها بأنه سوف يعيد إليها كوزيت ومن ثم نقلها إلى المستشفى. ولكن جافير أمر بالقبض على فانتين وجان فالجان وأخبر فانتين أن لا أمل في عودة ابنتها فبدأت فانتين بذكر اسم كوزيت وسقطت ميتة على الفراش.